# Sport in Dresden
Der Sport in Dresden umfasst Breiten- und Spitzensport in Dresdner Sportvereinen.

## Geschichte

### 1843 bis 1945
1843/44 wurde der Dresdner Turnverein als dritter Sportverein in Sachsen gegründet. Er blieb einer der größten und wichtigsten Sportvereine in der Stadt.
Weitere bekannte Vereine waren der Dresdner Sport-Club (seit 1898) und der Akademische Sportverein (seit 1899). Zu den bekanntesten Sportlern in dieser Zeit gehörten der Läufer Rudolf Harbig, der mehrfacher deutscher Meister und Weltrekordler war, sowie die Fußballmannschaft des Dresdner SC, die 1943 und 1944 die beiden letzten Kriegsmeisterschaften gewannen.
Anfang 1945 wurde der Sportbetrieb in Dresden eingestellt.

### 1945 bis 1990
Im Sommer 1945 durften sich die ersten neuen Sportvereine gründen, allerdings nur in den einzelnen Stadtteilen und mit den entsprechenden Namen (SG Friedrichstadt, SG Mickten usw.). Alle vorherigen Vereine wurden aufgelöst und ersatzlos enteignet.
In den folgenden Jahren wurden mehrere Betriebssportgemeinschaften (BSG) gebildet, die jeweils einem Unternehmen angeschlossen waren, wie die BSG Sachsenverlag. Es gab danach mehrere staatlich verordnete Umstrukturierungen und Vereinsauflösungen.
Die SG Friedrichstadt wurde 1950 aufgelöst, weil es nach dem fragwürdig verlorenen letzten Spiel um die DDR-Fußballmeisterschaft zu Ausschreitungen gekommen war, und viele Fußballspieler in den Westen gegangen waren.
Danach wurde die SG Volkspolizei Dresden als wichtigster Fußballclub in Dresden aufgebaut, seit 1953 als Dynamo Dresden.
1954 wurde der SC Einheit Dresden als Schwerpunktclub gegründet, an den auch die Kinder- und Jugendsportschule (KJS) angeschlossen wurde. Dieser war in das Sportförderungsprogramm der DDR eingebunden und entwickelte sich bald zu einem der größten und erfolgreichsten Sportclubs in der DDR.

### Seit 1990
1990 begann eine große Umstrukturierung der Dresdner Sportvereine. Einige gründeten sich neu, wie der Dresdner SC 1898 (für den SC Einheit), andere blieben bestehen, wie die SG Dynamo Dresden.
Der Schwerpunkt wurde nun meist auf den Breitensport gelegt.
Die erfolgreichste Mannschaft in den folgenden Jahren wurden die Volleyballerinnen des Dresdner SC, die einmal Europapokalsiegerinnen und mehrmals deutsche Meister wurden.

## Sportvereine (Auswahl)

### Bestehende Sportvereine
Es gibt verschiedene Sportvereine in Dresden.
(sortiert nach Gründungsjahr)
- Dynamo Dresden, seit 1953, Fußball, sechsfacher DDR-Meister
- Dresdner SC 1898, seit 1990, mehrere Sportarten, Volleyball-Frauen Europapokalsieger, mehrfacher Deutscher Meister, etwa 4.000 Mitglieder
- Dresdner Eislöwen, Eishockey, DEL2
- USV TU Dresden, etwa 4.000 Mitglieder

### Ehemalige Sportvereine
1843 bis 1945
- Allgemeiner Turnverein zu Dresden, 1844–1945
- Dresdner SC, 1898–1945
- Akademischer SV, 1899–1945
- Dresdner Schwimm-Verein (Dresdner SV), 1930er Jahre

1945 bis 1990
- SG Mickten, 1945–1950
- SG Friedrichstadt, 1945–1950
- BSG Sachsenverlag/BSG Rotation, 1948–1990
- SG Deutsche Volkspolizei Dresden, 1948–1953, dann Dynamo Dresden
- SC Einheit Dresden, 1954–1990

## Sportstätten (Auswahl)

### Bestehende Sportstätten
In Dresden gibt es verschiedene Sportstätten für den Spitzen- und Breitensport
(sortiert nach Zuschauerplätzen bzw. Größe)
Stadien
- Rudolf-Harbig-Stadion, etwa 27.000–32.000 Plätze
- Heinz-Steyer-Stadion, etwa 5.000–15.000 Plätze (ab 2025)
- Stadion an der Bodenbacher Straße

Sporthallen
- Joynext Arena, etwa 4.400 Plätze
- BallsportArena, etwa 3.000 Plätze
- Margon Arena, etwa 3.000 Plätze

Weitere Sportstätten
- Sportpark Ostra

### Ehemalige Sportstätten
Es gab verschiedene weitere Sportstätten
- Sporthalle Permoser Straße
- Stadion am Ostragehege

## Erfolgreiche Sportler (Auswahl)

### Olympiasieger
Die erfolgreichste Dresdner Sportlerin war die Eisschnellläuferin Karin Enke, die drei Einzel-Goldmedaillen bei Olympischen Spielen gewann, sowie Ulrike Richter, Rica Reinisch, Ingrid Krämer und Christa Rothenburger mit jeweils zwei Einzel-Goldmedaillen.
(sortiert nach erstem Titel)
- Dora Köring, 1912, Tennis, Mixed
- Ingrid Krämer, 1960, Turmspringen und Kunstspringen, erste Doppelolympiasiegerin der DDR (1964 Olympiasiegerin für den SC Empor Rostock)
- Frank Forberger, 1968 und 1972, Rudern, Vierer ohne Steuermann
- Dieter Grahn, 1968, und 1972, Rudern, Vierer ohne Steuermann
- Frank Rühle, 1968, und 1972, Rudern, Vierer ohne Steuermann
- Dieter Schubert, 1968 und 1972, Rudern, Vierer ohne Steuermann
- Ulrike Richter, 1976, Schwimmen, 100 Meter Rücken, 200 Meter Rücken und 4 × 100 Meter Lagen
- Christine Scheiblich, 1976, Rudern, Einer
- Gottfried Döhn, 1976 und 1980, Rudern, Achter bzw. Vierer mit Steuermann
- Dieter Wendisch, 1976 und 1980, Rudern, Achter bzw. Vierer mit Steuermann
- Rica Reinisch, 1980, Schwimmen, 100 Meter Rücken, 200 Meter Rücken, 4 × 100 Meter Lagen

- Karin Enke, 1980 und 1984, Eisschnelllauf, 500 Meter bzw. 1000 Meter und 1500 Meter
- Christa Rothenburger, 1984 und 1988, Eisschnelllauf, 500 Meter bzw. 1000 Meter
- Andrea Mitscherlich, 1984, Eisschnelllauf, 3000 Meter

- Karl Schulze, 2012 und 2016, Rudern, Doppelvierer
- Tom Liebscher, 2016 und 2020, Kajak, Vierer

### Weitere erfolgreiche Sportler
Weitere Sportler, die bei internationalen Meisterschaften Medaillen gewannen, Weltrekorde aufstellten oder sonstige besondere Erfolge erzielten
- Luise Krüger, 1936, Olympische Spiele, Silbermedaille, Speerwerfen
- Rudolf Harbig, 1936, Olympische Spiele, Bronzemedaille Leichtathletik Staffel, später mehrere Weltrekorde
- Erhard Weiß, 1938 Europameister Turm- und Kunstspringen

- Ramona Neubert, 1983 Weltmeisterin Leichtathletik, Siebenkampf

- Jan Hempel, 1993–1999 vierfacher Europameister, Olympiamedaillen, Wasserspringen
- Claudia Blasberg, 2000–2004, zweifache Weltmeisterin, Olympiamedaillen, Rudern, Leichtgewichts-Doppelzweier
- Steffi Kriegerstein, 2015, Kanu, Zweier bzw. Vierer

### Dresdner Sportler außerhalb der Stadt
Gebürtige Dresdner Sportler, die in anderen Vereinen erfolgreich waren.
- Helmut Schön, Fußballtrainer, 1974 Weltmeister
- Matthias Sammer, Europas Fußballer des Jahres
- Ulf Kirsten